# Africoribates ornatus
Africoribates ornatus är en kvalsterart som beskrevs av Evans 1953. Africoribates ornatus ingår i släktet Africoribates och familjen Humerobatidae. Inga underarter finns listade i Catalogue of Life.